# Marcus Morris Sr.

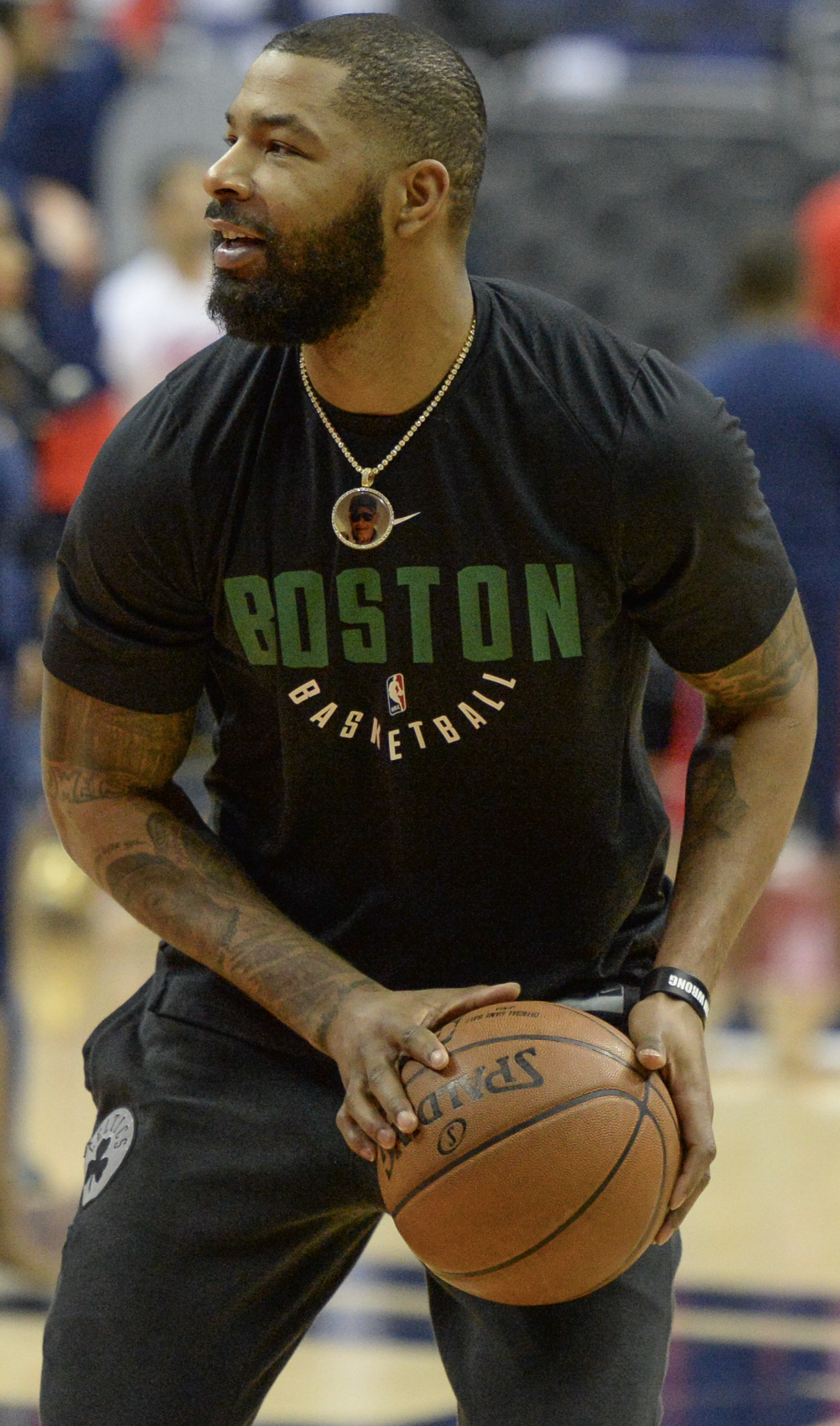
Marcus Morris Sr., 2018.

Marcus Thomas Morris Sr., född 2 september 1989 i Philadelphia i Pennsylvania, är en amerikansk professionell basketspelare (PF) som spelar för New York Knicks i National Basketball Association (NBA). Han har tidigare spelat för Houston Rockets, Phoenix Suns, Detroit Pistons, Boston Celtics, Los Angeles Clippers, Philadelphia 76ers och Cleveland Cavaliers.
Morris draftades av Houston Rockets i första rundan i 2011 års draft som 14:e spelare totalt.
Innan han blev proffs studerade Morris, tillsammans med sin tvillingbror Markieff Morris, på University of Kansas och de båda spelade för universitetets idrottsförening Kansas Jayhawks.